# 京極圭
京極 圭（きょうごく けい、1973年12月26日 - ）は男性俳優、声優。愛知県出身。劇団東京ヴォードヴィルショー劇団所属。

## 出演

### テレビアニメ
- ドキドキ♡伝説 魔法陣グルグル（タテジワネズミ）

### CM
- サントリー膳
- auムービーメール

### テレビドラマ
- 世にも奇妙な物語
- ああ探偵事務所（2004年8月13日、テレビ朝日）
- 相棒 season4 第3話「黒衣の花嫁」（2005年10月26日） - 坂之上浩二 役
- 多摩南署たたき上げ刑事・近松丙吉10 （2012年） - 沢田 役
- 赤い霊柩車31 - 岡田悟志 役
- 八重の桜（2013年） - 後藤象二郎 役
- おばさんデカ 桜乙女の事件帖16（2017年） - 関山刑事 役
- 孤独のグルメSeason6　第7話 （2017年5月20日、テレビ東京） - 相馬 役